# Dylan Thomas
Dylan Marlais Thomas (Swansea, 27 oktober 1914 – New York, 9 november 1953) was een dichter en schrijver uit Wales. Hij was een van de populairste dichters van de 20e eeuw.

## Biografie

### Vorming

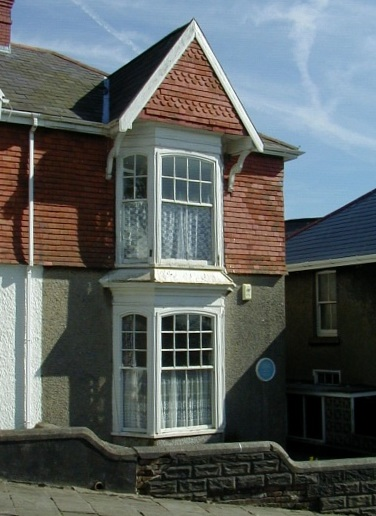
Geboortehuis van Dylan Thomas

Thomas werd geboren in 1914 in Swansea in Wales. Zijn vader, D.J. Thomas, was leraar Engels aan de Swansea Grammar School en koos ervoor zijn zoon op te voeden in het Engels in plaats van in het Welsh, de taal van zijn moeder. Hij droeg ook zijn liefde voor literatuur over op zijn zoon.
Thomas ging op zijn elfde naar de middelbare school, waar zijn passie voor poëzie en literatuur zich duidelijk manifesteerde. Na enkele maanden publiceerde de schoolkrant zijn eerste gedicht The Song of the Mischievous Dog. Op zijn twaalfde publiceerde The Western Mail zijn gedicht His Requiem. Later bleek dit gedicht gewoon plagiaat te zijn.
Na zijn schooltijd (in 1931) ging hij voor The South Wales Daily Post werken, een plaatselijke krant. Daar was hij achtereenvolgens corrector, reporter en freelance medewerker. Intussen sloot hij ook vriendschap met de dichter Vernon Watkins, met wie hij de rest van zijn leven een literaire relatie zou blijven behouden. Thomas toonde zich in die tijd ook een non-conformist: hij dronk veel te veel, hield zich niet aan afspraken, kleedde zich als een bohemien. Stuk voor stuk zaken die volgens hem beantwoordden aan het beeld van een dichter. Thomas schreef verder en af en toe werden ook gedichten van hem gepubliceerd. Eind 1933 en begin 1934 schreef hij zo'n 30 gedichten waarvan er 13 zijn eerste bundel haalden. Kenmerkend voor zijn vroege poëzie zijn het gebruik van alliteratie, binnenrijm en sprung rhythm.

### Debuut
In 1934 verscheen die eerste dichtbundel, 18 Poems, die in literaire kringen op veel bijval kon rekenen. Intussen huurde hij een kamer in Londen, waar hij zijn losse levenswandel verder zette en zich ontpopte tot een zwaar drinker. Zijn tweede bundel, 25 Poems, die ook een pak gedichten bevat uit de productieve periode 1933-1934, verscheen in 1936, terwijl Thomas in armoede in Londen en Wales leefde. De terugkerende thema's in zijn poëzie zijn leven, dood, nostalgie en het verlies van onschuld.
In 1936 leerde hij de Ierse danseres Caitlin Macnamara kennen in een pub in Engeland. Macnamara en Thomas huwden het jaar nadien en huurden een huis in Laugharne in Wales. Hoewel het huwelijk standhield, was het van begin af stormachtig: geldproblemen, drankproblemen (ook Macnamara was een zware drinker) en ruzies. Samen kregen ze twee zoons en een dochter.
Thomas legde zich vanaf dan ook toe op proza. The Map of Love (1939) bevat naast 16 gedichten ook zeven verhalen. Een jaar later publiceerde hij de verhalenbundel Portrait of the Artist as a Young Dog (in het Nederlands vertaald door Hugo Claus), een autobiografisch werk.
Tijdens de oorlog schreef hij, in opdracht van het Ministerie van Propaganda, filmscenario's die bedoeld waren om soldaten te vermaken, waaronder scenario's die door geldgebrek nooit gerealiseerd zouden worden. Na de oorlog kreeg Thomas een wekelijkse rubriek op de radio, waar hij gedichten voorlas en besprak. Zijn betoverende stem kluisterde wekelijks massa's mensen aan de radio.

### Doorbraak

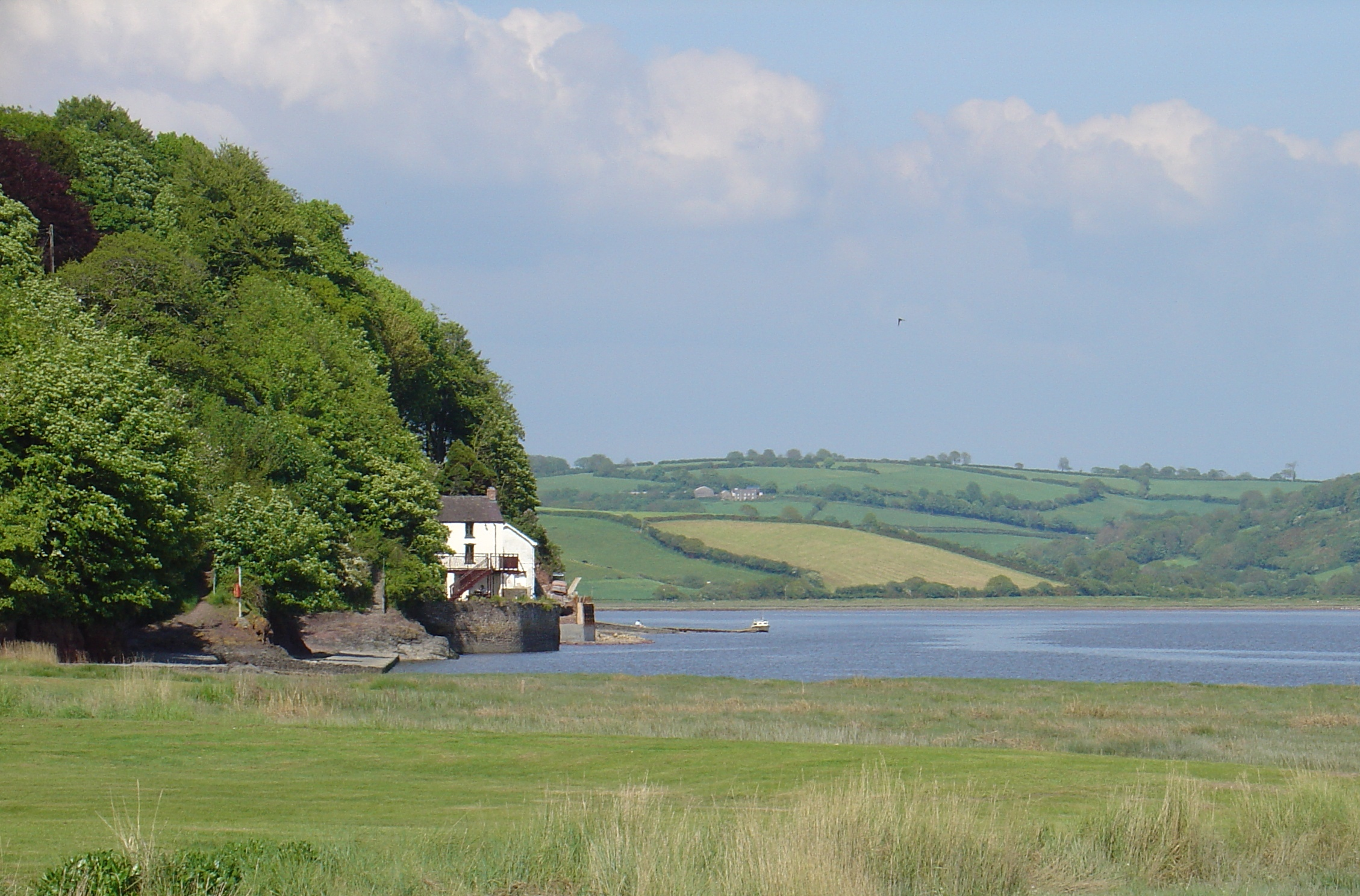
Het boathouse van de familie Thomas in Laugharne

De grote doorbraak naar internationale roem kwam er met de bundel Death and Entrances (1946). Intussen was Thomas met zijn gezin verhuisd naar het bekende Boat House in Laugharne. Onder andere omdat de geldnood bleef aanhouden, trok Thomas in 1950 naar Amerika om er voorleessessies te geven. Zijn volledige honorarium ging echter op aan drank.
Samen met zijn vrouw Caitlin vertrekt hij in 1952 voor de tweede maal naar Amerika, waar hij dit keer bomvolle zalen trok met zijn voorleessessies. Het succes was enorm. Na deze tournee bezocht hij de VS nog enkele keren, maar hij kwam nauwelijks nog aan schrijven toe. In 1952 verscheen de bundel Collected Poems, met de bekende villanelle Do not go gentle into that good night, een gedicht over de dood van zijn vader. In hetzelfde jaar werkte hij ook zijn hoorspel Under Milk Wood af (eveneens vertaald door Hugo Claus).
In april 1953 vertrok Thomas opnieuw naar de VS voor de Amerikaanse première van Under Milk Wood. Opnieuw vielen hem enorme successen ten deel. Hij ontmoette er ook Igor Stravinsky, die hem vroeg het libretto voor een opera te schrijven, maar daar zou Thomas nooit aan toekomen. De reis putte hem uit, maar in oktober van dat jaar vertrok hij opnieuw en logeerde in het Chelsea Hotel in New York. Op 5 november 1953 ging hij op stap en keerde meer dood dan levend terug in het hotel. Algemeen wordt aangenomen dat de combinatie van drank ("I've had 18 straight whiskies. I think that's the record", had hij die avond nog gezegd) en zijn suikerziekte hem fataal werd. Thomas raakte in coma en overleed op 9 november. Hij ligt begraven in Laugharne.

## Invloed
Na zijn dood is de belangstelling voor het werk van Dylan Thomas vanaf de jaren zestig alleen maar toegenomen. John Lennon wilde absoluut een afbeelding van de dichter op de hoes van Sgt. Pepper's Lonely Hearts Club Band van The Beatles, omdat de dichter een grote invloed had op zijn eigen teksten. De naam 'Dylan' is van invloed geweest op de keuze van zijn nieuwe naam door zanger Bob Dylan, die als Robert Zimmerman is geboren.
Het grote succes van Thomas na zijn overlijden heeft met een aantal zaken te maken. Vooreerst is er uiteraard de kwaliteit van zijn werk, waarin de klankkleur van de woorden en het ritme van de zinnen in belangrijke mate de gedichten bepalen. Daarnaast is er ook de mythevorming: Dylan Thomas wordt vaak ingedeeld bij de artiesten die ten onder gingen aan hun eigen succes (James Dean, Arthur Rimbaud, Kurt Cobain). Ook de voorleessessies en radio-optredens (en de opnamen hiervan) droegen mede dankzij zijn sonore, bezwerende stem bij tot de populariteit van zijn werk.
Sommige critici stellen echter dat hij als dichter was overschat doordat hij in zijn leven zulke sensationele rol had gespeeld. en doelgericht pathos, mysterie en duisterheid aanwendde om de eenvoud van zijn gedichten 
te verhullen.

## Werken
Een beknopte bibliografie van Dylan Thomas.

### Gedichten

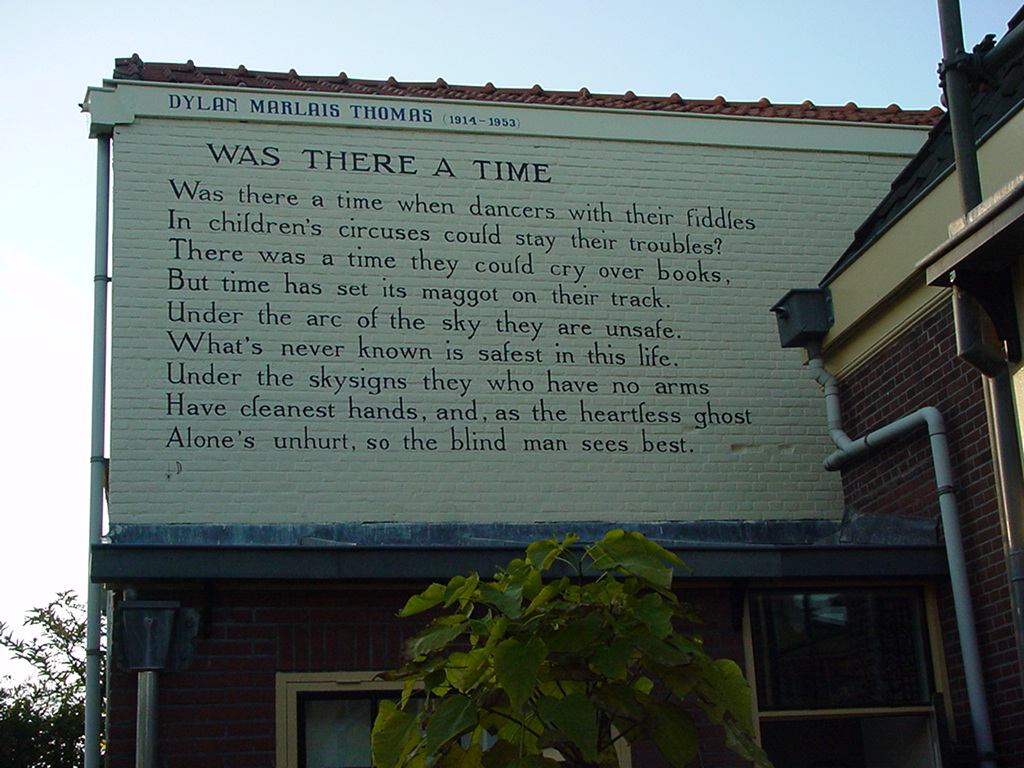
Was there a time van Dylan Thomas op een muur in Leiden

- Eighteen Poems (1934)
- Twenty-five Poems (1936)
- The Map of Love (1939)
- The World I Breathe (1939 - VS)
- New Poems (1943 - VS)
- Deaths and Entrances (1946)
- In Country Sleep (1952)
- Collected Poems 1934-1952 (1952)
- Collected Poems 1934-1953 (1953)

### Korte verhalen
- Portrait of the Artist as a Young Dog (1940)
- A Prospect of the Sea (1955)
- Adventures in the Skin Trade (1955)

### Radiospelen
- Quite one Early Morning (1944)
- Holiday Memory (1946)
- Return Journey (1947)
- A Child's Christmas in Wales (1950)
- A Story (1953 - geschreven voor BBC televisie)
- Under Milk Wood (Onder het Melkwoud) (1953)

### Andere
- The Doctor and The Devils (1953 - filmscript)

- Bibsys: 90153143
- Biblioteca Nacional de España: XX1139629
- Bibliothèque nationale de France: cb11926502s (data)
- Catàleg d'autoritats de noms i títols de Catalunya: 981058595878106706
- CiNii: DA00178738
- Digitale Bibliotheek voor de Nederlandse Letteren: thom050
- Gemeinsame Normdatei: 118757261
- International Standard Name Identifier: 0000 0001 2139 350X
- Library of Congress Control Number: n79021315
- Nationale Bibliotheek van Letland: 000029851
- MusicBrainz: 144f8dd2-f0dd-49df-94ae-d4062c64afc5
- Bibliotheek van het Japanse parlement: 00458608
- Nationale Bibliotheek van Tsjechië: jn19990008499
- Nationale bibliotheek van Australië: 35546231
- Nationale Bibliotheek van Israël: 987007268792805171
- Nationale Bibliotheek van Polen: a0000001205377
- Nederlandse Thesaurus van Auteursnamen: 069282862
- Istituto Centrale per il Catalogo Unico: RAVV012763
- LIBRIS: 210012
- SNAC: w69z94bt
- Système universitaire de documentation: 027161188
- Trove: 991292
- Union List of Artist Names: 500460834
- Virtual International Authority File: 73860698
- WorldCat: E39PBJwMxmdMbXCJxfGVrj7yh3